# Coppa di Francia 2018 (ciclismo)
La Coppa di Francia di ciclismo 2018, ventisettesima edizione della competizione, si svolse dal 28 gennaio al 6 ottobre 2018, in 15 eventi tutti facenti parte del circuito UCI Europe Tour 2018. Fu vinta dal francese Hugo Hofstetter, mentre il miglior team fu Cofidis.

## Calendario
| Corsa | Data         | Evento                                     | Vincitore           | Squadra               | Leader della classifica         | Leader della classifica a squadre |
| ----- | ------------ | ------------------------------------------ | ------------------- | --------------------- | ------------------------------- | --------------------------------- |
| 1     | 28 gennaio   | Grand Prix Cycliste la Marseillaise (2018) | Alexandre Geniez    | AG2R La Mondiale      | Alexandre Geniez                | AG2R La Mondiale                  |
| 2     | 18 marzo     | Grand Prix de Denain (2018)                | Kenny Dehaes        | WB Aqua Protect       | Kenny Dehaes & Alexandre Geniez | Cofidis                           |
| 3     | 24 marzo     | Classic Loire Atlantique (2018)            | Rasmus Quaade       | BHS-Almeborg Bornholm | Hugo Hofstetter                 | Cofidis                           |
| 4     | 30 marzo     | Route Adélie de Vitré (2018)               | Silvan Dillier      | AG2R La Mondiale      | Hugo Hofstetter                 | AG2R La Mondiale                  |
| 5     | 1º aprile    | La Roue Tourangelle (2018)                 | Marc Sarreau        | Groupama-FDJ          | Hugo Hofstetter                 | AG2R La Mondiale                  |
| 6     | 10 aprile    | Parigi-Camembert (2018)                    | Lilian Calmejane    | Direct Énergie        | Hugo Hofstetter                 | AG2R La Mondiale                  |
| 7     | 14 aprile    | Tour du Finistère (2018)                   | Jonathan Hivert     | Direct Énergie        | Hugo Hofstetter                 | AG2R La Mondiale                  |
| 8     | 15 aprile    | Tro-Bro Léon (2018)                        | Christophe Laporte  | Cofidis               | Hugo Hofstetter                 | Cofidis                           |
| 9     | 26 maggio    | Grand Prix de Plumelec-Morbihan (2018)     | Andrea Pasqualon    | Wanty-Groupe Gobert   | Hugo Hofstetter                 | Cofidis                           |
| 10    | 27 maggio    | Boucles de l'Aulne (2018)                  | Kévin Le Cunff      | St Michel-Auber 93    | Hugo Hofstetter                 | Cofidis                           |
| 11    | 5 agosto     | La Poly Normande (2018)                    | Pierre-Luc Périchon | Team Fortuneo-Samsic  | Hugo Hofstetter                 | Cofidis                           |
| 12    | 2 settembre  | Grand Prix de Fourmies (2018)              | Pascal Ackermann    | Bora-Hansgrohe        | Hugo Hofstetter                 | Cofidis                           |
| 13    | 9 settembre  | Tour du Doubs (2018)                       | Julien Simon        | Cofidis               | Hugo Hofstetter                 | Cofidis                           |
| 14    | 23 settembre | Grand Prix d'Isbergues (2018)              | Philippe Gilbert    | Quick-Step Floors     | Hugo Hofstetter                 | Cofidis                           |
| 15    | 6 ottobre    | Tour de Vendée (2018)                      | Nico Denz           | AG2R La Mondiale      | Hugo Hofstetter                 | Cofidis                           |

## Classifiche

### Individuale
| Pos. | Corridore          | Squadra   | Punti |
| ---- | ------------------ | --------- | ----- |
| 1    | Hugo Hofstetter    | Cofidis   | 151   |
| 2    | Samuel Dumoulin    | AG2R      | 121   |
| 3    | Christophe Laporte | Cofidis   | 103   |
| 4    | Lilian Calmejane   | Direct É. | 89    |
| 5    | Guillaume Martin   | Wanty     | 88    |
| 6    | Andrea Pasqualon   | Wanty     | 86    |
| 7    | Julien Simon       | Cofidis   | 85    |
| 8    | Silvan Dillier     | AG2R      | 74    |
| 9    | Kévin Le Cunff     | Auber 93  | 73    |
| 10   | Valentin Madouas   | FDJ       | 68    |

### Giovani
| Pos. | Corridore        | Squadra | Punti |
| ---- | ---------------- | ------- | ----- |
| 1    | Hugo Hofstetter  | Cofidis | 151   |
| 2    | Guillaume Martin | Wanty   | 88    |
| 3    | Valentin Madouas | FDJ     | 68    |
| 4    | Marc Sarreau     | FDJ     | 62    |
| 5    | Nico Denz        | AG2R    | 50    |

### Squadre
| Pos. | Costruttore          | Punti |
| ---- | -------------------- | ----- |
| 1    | Cofidis              | 133   |
| 2    | AG2R La Mondiale     | 126   |
| 3    | Groupama-FDJ         | 113   |
| 4    | Team Fortuneo-Samsic | 97    |
| 5    | St Michel-Auber 93   | 94    |